# Campeonato Argentino de Futebol de 1932 (LAF)
O Campeonato Argentino de Futebol de 1932 foi o segundo torneio da chamada era profissional da Primeira Divisão da Argentina. O certame organizado pela Liga Argentina de Football (LAF) foi disputado entre 13 de março e 13 de novembro de 1932, em dois turnos de todos contra todos, e por não existir acesso e descenso, foi disputado pelas mesmas equipes que haviam jogado o campeonato anterior. O River Plate sagrou-se campeão argentino, pela segunda vez, após vencer a partida de desempate jogada contra o Independiente.

## Participantes
| Equipe             | Cidade               |
| ------------------ | -------------------- |
| Argentinos Juniors | Buenos Aires         |
| Atlanta            | Buenos Aires         |
| Boca Juniors       | Buenos Aires         |
| Chacarita Juniors  | Buenos Aires         |
| Estudiantes        | La Plata             |
| Ferro Carril Oeste | Buenos Aires         |
| Gimnasia y Esgrima | La Plata             |
| Huracán            | Buenos Aires         |
| Independiente      | Avellaneda           |
| Lanús              | Lanús                |
| Platense           | Buenos Aires         |
| Quilmes            | Quilmes              |
| Racing Club        | Avellaneda           |
| River Plate        | Buenos Aires         |
| San Lorenzo        | Buenos Aires         |
| Talleres           | Remedios de Escalada |
| Tigre              | Victoria             |
| Vélez Sarsfield    | Buenos Aires         |

## Classificação final
| Pos | Equipes                          | Pts | J  | V  | E  | D  | GM | GS |  |
| --- | -------------------------------- | --- | -- | -- | -- | -- | -- | -- |  |
| 1   | River Plate                      | 50  | 34 | 22 | 6  | 6  | 81 | 48 |  |
| 1   | Independiente                    | 50  | 34 | 22 | 6  | 6  | 69 | 40 |  |
| 3   | Racing Club de Avellaneda        | 49  | 34 | 20 | 9  | 5  | 58 | 26 |  |
| 4   | Boca Juniors                     | 46  | 34 | 20 | 6  | 8  | 77 | 43 |  |
| 5   | San Lorenzo                      | 45  | 34 | 17 | 11 | 6  | 83 | 44 |  |
| 6   | Estudiantes de La Plata          | 40  | 34 | 16 | 8  | 10 | 80 | 62 |  |
| 7   | Gimnasia y Esgrima La Plata      | 37  | 34 | 15 | 7  | 12 | 78 | 59 |  |
| 8   | Vélez Sársfield                  | 37  | 34 | 15 | 7  | 12 | 47 | 52 |  |
| 9   | Huracán                          | 35  | 34 | 14 | 7  | 13 | 58 | 58 |  |
| 10  | Platense                         | 35  | 34 | 13 | 9  | 12 | 55 | 63 |  |
| 11  | Ferro Carril Oeste               | 33  | 34 | 13 | 7  | 14 | 64 | 59 |  |
| 12  | Quilmes                          | 32  | 34 | 13 | 6  | 15 | 50 | 67 |  |
| 13  | Chacarita Juniors                | 31  | 34 | 12 | 7  | 15 | 74 | 73 |  |
| 14  | Argentinos Juniors               | 23  | 34 | 6  | 11 | 17 | 40 | 65 |  |
| 15  | Lanús                            | 18  | 34 | 6  | 6  | 22 | 37 | 73 |  |
| 16  | Talleres de Remedios de Escalada | 17  | 34 | 5  | 7  | 22 | 44 | 74 |  |
| 17  | Tigre                            | 17  | 34 | 5  | 7  | 22 | 39 | 94 |  |
| 18  | Atlanta                          | 17  | 34 | 6  | 5  | 23 | 31 | 80 |  |

## Partida de desempate
| Partida 1   | Partida 1 | Partida 1     | Partida 1    | Partida 1              | Partida 1 |
| Equipe 1    | Resultado | Equipe 2      | Estádio      | Data                   |           |
| ----------- | --------- | ------------- | ------------ | ---------------------- | --------- |
| River Plate | 3 - 0     | Independiente | El Gasómetro | 20 de novembro de 1932 |           |

## Premiação
| Campeonato Argentino de Futebol de 1932 (LAF) |
| --------------------------------------------- |
| River Plate Campeão (2° título)               |

## Goleadores
| Jogador   | Jogador           | Gols | Equipe         |
| --------- | ----------------- | ---- | -------------- |
| Argentina | Bernabé Ferreyra  | 43   | River Plate    |
| Argentina | Hugo Lamanna      | 24   | Talleres (RdE) |
| Argentina | Francisco Varallo | 24   | Boca Juniors   |
| Argentina | Gabriel Magán     | 22   | San Lorenzo    |
| Argentina | Manuel Seoane     | 22   | Independiente  |